# ラハティ
ラハティ (Lahti [ˈlɑhti]) は、フィンランド、パイヤト＝ハメ県の都市で同県庁所在地。ラハティ郡に属する。ヘルシンキの北約100kmに位置する。人口は120,202人（2021年9月30日現在）でフィンランド国内第8位。面積527.6km²。

## 歴史
ラハティは1445年に文献に登場する。村はホロッラの教区に属し、ハメーンリンナとヴィボルグを結ぶ交易路に位置していた。

## 交通
- フィンランド国鉄：ラハティ駅

## 文化
フィンランド屈指のオーケストラの一つであるラハティ交響楽団の本拠地であるシベリウス・ホールが2000年にオープンした。

## スポーツ

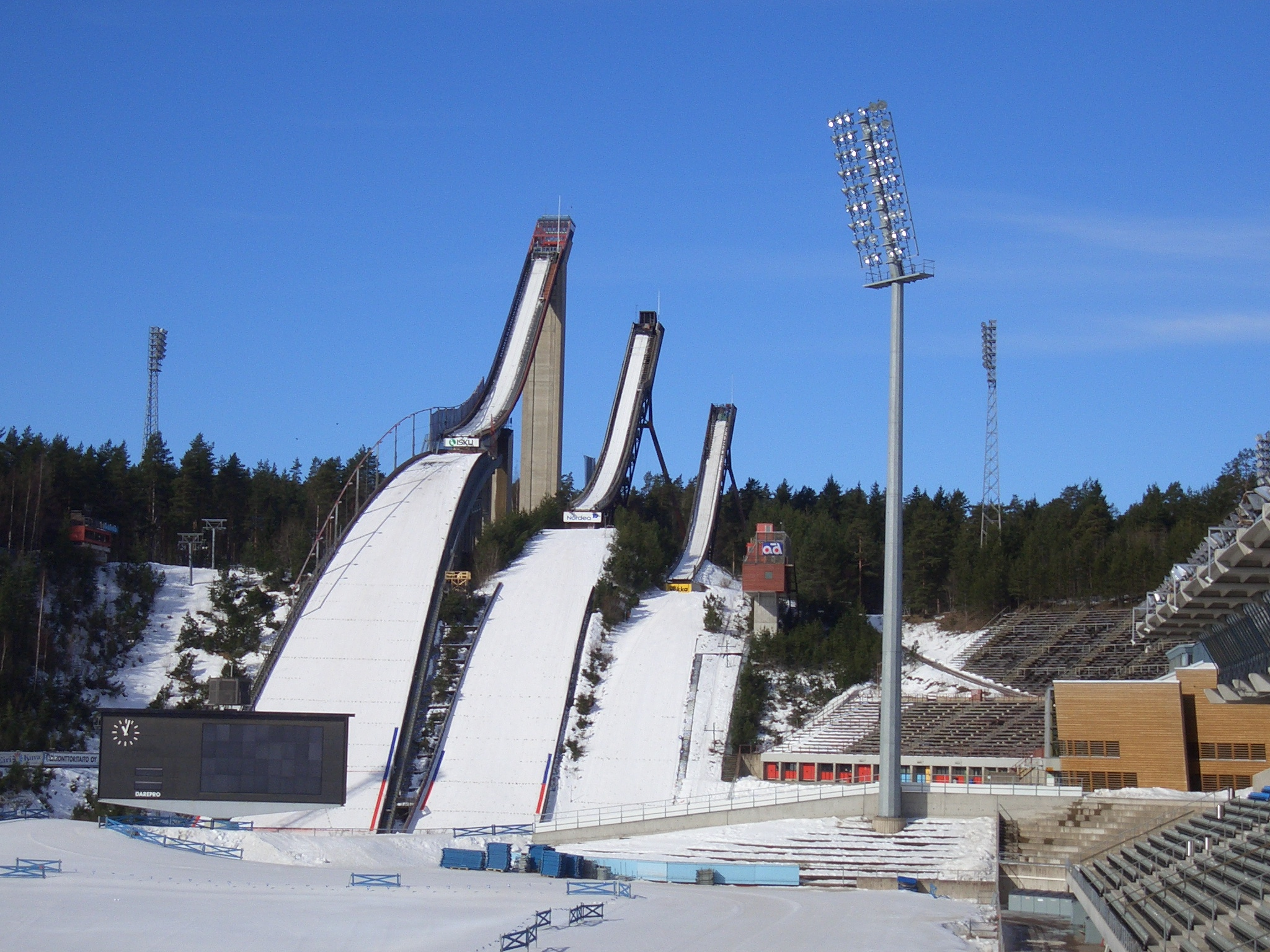
ラハティのジャンプ台

ラハティはノルディックスキーの国際大会が開かれる町としてよく知られており、現在ワールドカップの一部にもなっている「ラハティスキーゲームズ」は1923年から始まる長い歴史を有する。ノルディックスキー世界選手権は当地で7回開催されている（1926年、1938年、1958年、1978年、1989年、2001年、2017年）。
また、サッカーのFCラハティ、アイスホッケーのラハティ・ペリカンズが本拠地としている。
1997年8月7日から8月17日まで第5回ワールドゲームズが開催された。
2008年8月6日から8月16日まで12カ国が参加するラクロスヨーロッパ選手権が当地で開催された。
2009年の7月から8月にかけては35歳以上の男女が参加する第18回マスターズ陸上競技世界選手権が開催された。

## ラハティ出身の人物・グループ
- ヤンネ・アホネン：スキージャンプ選手
- ヨーナス・コルッカ：サッカー選手
- ユッカ＝ペッカ・サラステ：指揮者
- トニ・ニエミネン：スキージャンプ選手
- ペトリ・パサネン:サッカー選手
- ヤリ・リトマネン：サッカー選手
- ユリア・キュッカネン：スキージャンプ選手
- バルテリ・ボッタス：F1ドライバー
- コルピクラーニ：メタルバンド

## 姉妹都市
- ヴェステロース、スウェーデン
- アークレイリ、アイスランド
- ラナース、デンマーク
- オーレスン、ノルウェー
- ザポリージャ、ウクライナ
- ペーチ、ハンガリー
- ガルミッシュ＝パルテンキルヒェン、ドイツ
- ズール、ドイツ
- カルーガ、ロシア
- ナルヴァ、エストニア
- 徳陽市、中華人民共和国
- モスト、チェコ